# Wahlbergøya
Wahlbergøya ist die größte Insel der Vaigattøyane, einer in der Hinlopenstraße gelegenen und zu Spitzbergen gehörenden Inselgruppe.
Die annähernd dreieckige Insel ist von ihrem Nordwestkap Ryggneset zu ihrem Südostkap Jäderinneset etwa 13 km lang. Bei einer Fläche von 46 km² ist sie bis zu 194 m hoch. Das Südwestkap trägt den Namen Ardneset. Die nach Wahlbergøya größten Inseln der Vaigattøyane sind Von Otterøya im Südosten und Nyströmøya im Nordwesten.
Wahlbergøya ist eine Polarwüste mit nur sehr kargem Bewuchs. Etwa 4 % seiner Fläche sind vergletschert. Es gibt mehrere kleine Seen.
Benannt ist die Insel nach dem Botaniker Peter Fredrik Wahlberg (1800–1877), der von 1848 bis 1866 Sekretär der Schwedischen Akademie der Wissenschaften war.
Seit 1973 gehört Wahlbergøya zum Nordost-Svalbard-Naturreservat.